# Guy Usher
Pour les articles homonymes, voir Usher (homonymie).
James Guy Usher (né le 9 mai 1883 à Mason City et mort le 16 juin 1944 en San Diego) est un acteur de cinéma américain. Il apparait dans plus de 190 films entre 1932 et 1943.

## Biographie
James Guy Usher joue sur scène avant de se lancer dans le cinéma. Dans les films, Usher dépeint souvent des personnages des affaires ou l'industrie.

### Filmographie partielle
- 1933 : Danseuse étoile (Stage Mother) de Charles Brabin
- 1934 : Le Cabochard (The St. Louis Kid) de Ray Enright
- 1936 : Dangerous Waters de Lambert Hillyer
- 1937 : Le Champion (Boots and Saddles) de Joseph Kane
- 1934 : Flirting with Danger de Vin Moore
- 1936 : The President's Mystery de Phil Rosen
- 1936 : Nick, gentleman détective (After the thin Man) de W. S. Van Dyke
- 1939 : Le Torrent de la mort (Rovin' Tumbleweeds) de George Sherman
- 1940 : La Malédiction (Doomed to Die) de William Nigh